# Feike de Boer

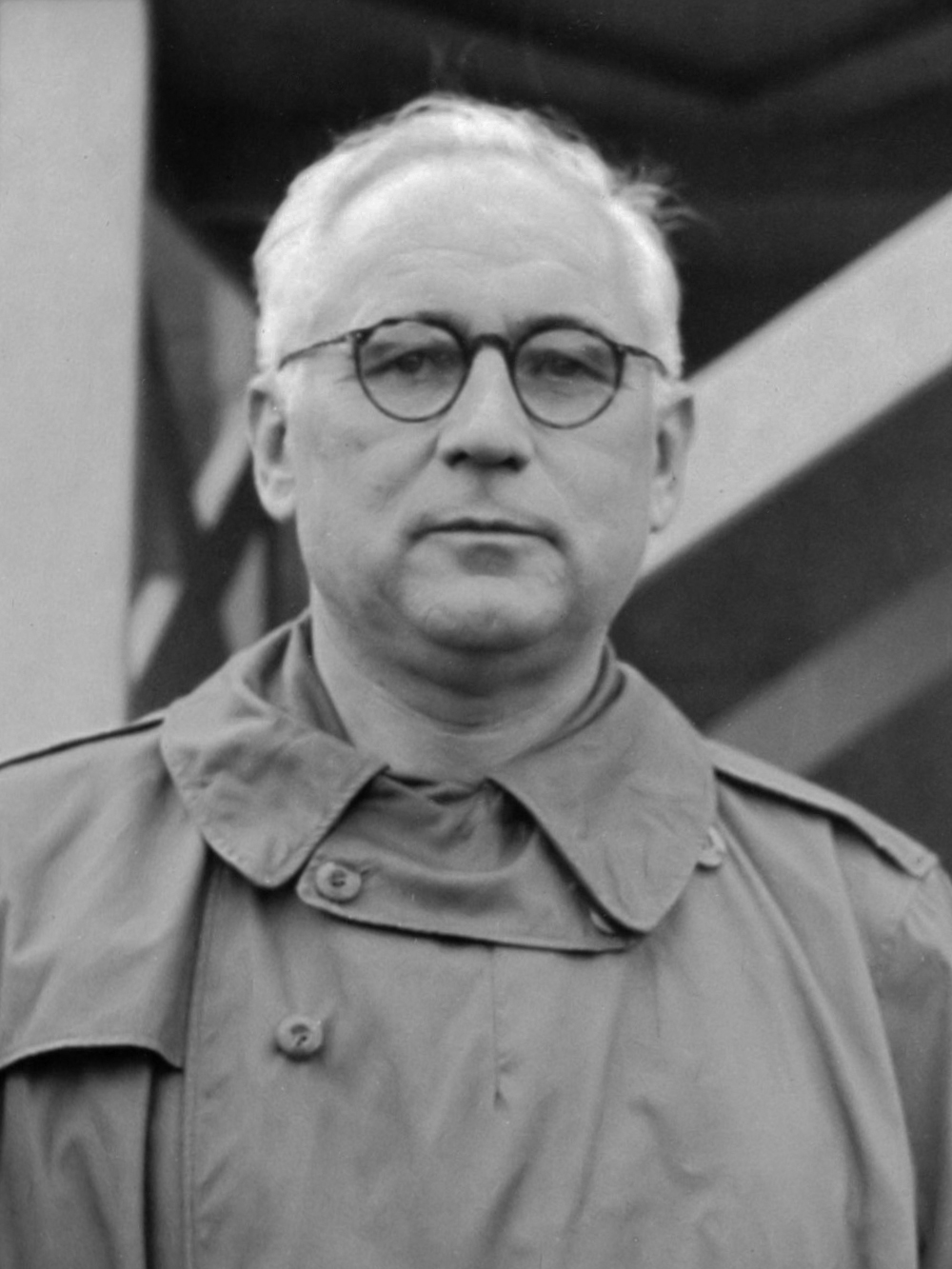
Feike de Boer (1947)

Feike de Boer (Goingarijp, 17 januari 1892 – Amsterdam, 15 augustus 1976) was de eerste burgemeester van de gemeente Amsterdam na de Tweede Wereldoorlog, van 1945 tot 1946.
De Boer was een zoon van Kamerlid Rients Feikes de Boer. Hij zat bij de marine en in de koopvaardij, waar hij op 27-jarige leeftijd onderdirecteur was van de Stoomvaart-Maatschappij Nederland in Batavia. In 1934 werd hij directeur van dezelfde maatschappij in Amsterdam. Hij sprak Fries, Nederlands, Frans, Duits, Engels, de Scandinavische talen, Italiaans en Maleis. Hij werd voorzitter van de Scheepvaartvereniging Noord, de redersorganisatie van de Amsterdamse haven.
Tijdens de oorlog werd De Boer actief in de Nederlandsche Unie. De Duitsers sloten hem korte tijd op in Beekvliet te Sint Michielsgestel. Daarna werd De Boer actief voor het fonds voor zeelieden die voeren onder bevel van de Nederlandse regering in Londen, het Zeemanspot. Dit ging later op in het Nationaal Steun Fonds, de financier van het verzet.
Het clandestiene overleg van bestuurders, onder wie Willem Drees, vroeg De Boer zich bereid te verklaren na de oorlog burgemeester van de gemeente Amsterdam te worden, als opvolger van de pro-Duitse burgemeester Edward Voûte. De Boer was bereid, en zoals hij zelf zei, "...ik ging zitten op die stoel en het liep".
Als burgemeester zette De Boer zich krachtig in voor het herstel van Schiphol en de Amsterdamse havens. In zijn korte ambtsperiode mocht hij, als dank voor de houding van de Amsterdammers in de oorlogsjaren, van koningin Wilhelmina het motto aannemen dat sindsdien het wapen van Amsterdam siert: Heldhaftig, Vastberaden, Barmhartig.